# Национальная телекомпания Украины
Национальная телекомпания Украины (Національна телекомпанія України) — государственная организация. Основана 1 июня 1995 года путём разделения Государственной телерадиовещательной компании Украины. С момента основания и до 6 сентября 2004 года вела вещание по украинским 1-й и 2-й программам (с 1 января 1997 года совместно с ООО «Телерадиокомпания „Студия „1+1““»), с 6 сентября 2004 года только по украинской 1-й программе. 19 января 2017 года реорганизована путём объединения с Национальной радиокомпанией Украины, Государственной телерадиокомпанией «Культура» и региональными государственными телерадиокомпаниями в акционерное общество «Национальная общественная телерадиокомпания Украины». Являлась членом Европейского вещательного союза.

## Сайт
- Сайт организации;
- Страница организации на сайте «youtube.com».